# Dașkivka, Kobeleakî
Dașkivka (în ucraineană Дашківка) este localitatea de reședință a comunei Dașkivka din raionul Kobeleakî, regiunea Poltava, Ucraina.

## Demografie
Componența lingvistică a localității Dașkivka
     Ucraineană (98,03%)
     Rusă (1,97%)
Conform recensământului din 2001, majoritatea populației localității Dașkivka era vorbitoare de ucraineană (98,03%), existând în minoritate și vorbitori de rusă (1,97%).